# هیدرات
هیدرات به ماده‌هایی در شیمی معدنی و شیمی آلی می‌گویند که حاوی آب هستند. البته هیدرات‌ها ممکن است در برخی شاخه‌های دیگر شیمی کمی متفاوت‌تر معرفی شوند. در مقابل هیدرات‌ها، «ان‌هیدرات‌ها» هستند، موادی که آب آن‌ها گرفته‌شده است. هیدرات‌ها در شیمی آلی با اضافه کردن آب به وجود می‌آیند. برای مثال اتانول(CH3–CH2–OH) می‌تواند به عنوان هیدراتی از اتیلن (CH2=CH2) در نظر گرفته‌شود که با اضافه کردن هیدروژن (H) و هیدروکسیل (OH) به دو کربن (C) آن به وجود آمده‌است.